# Luigi Filippo II di Borbone-Orléans
Luigi Filippo II d'Orléans, noto durante la Rivoluzione con il nome di Philippe Égalité (Saint-Cloud, 13 aprile 1747 – Parigi, 6 novembre 1793), era l'unico figlio maschio del duca d'Orléans Luigi Filippo I e della moglie Luisa Enrichetta di Borbone. Anti-realista e liberale, appoggiò attivamente la Rivoluzione francese, finendo per votare a favore della condanna a morte del cugino Luigi XVI, ma finì anch'egli ghigliottinato durante il Terrore.
Padre del futuro re dei Francesi Luigi Filippo, con lui il termine orleanista ha incominciato a essere utilizzato per definire un atteggiamento sociale e politico legato a un'idea di monarchia costituzionale. Il suo voto non fu decisivo per la condanna a morte di Luigi XVI, anche se espresso al momento di una situazione di parità (Luigi Filippo fu l'ultimo dei 24 votanti in un giorno, facendo pendere per la massima pena), perché nelle votazioni successive "la condanna a morte ottenne una maggioranza sufficiente il 17 gennaio 1793, con 387 voti favorevoli e 334 contrari. Raggiunto l'accordo sulla pena, restava da deciderne l'eventuale rinvio, bocciato il 19 gennaio con 383 voti contro 310."

## Biografia

### Infanzia ed educazione

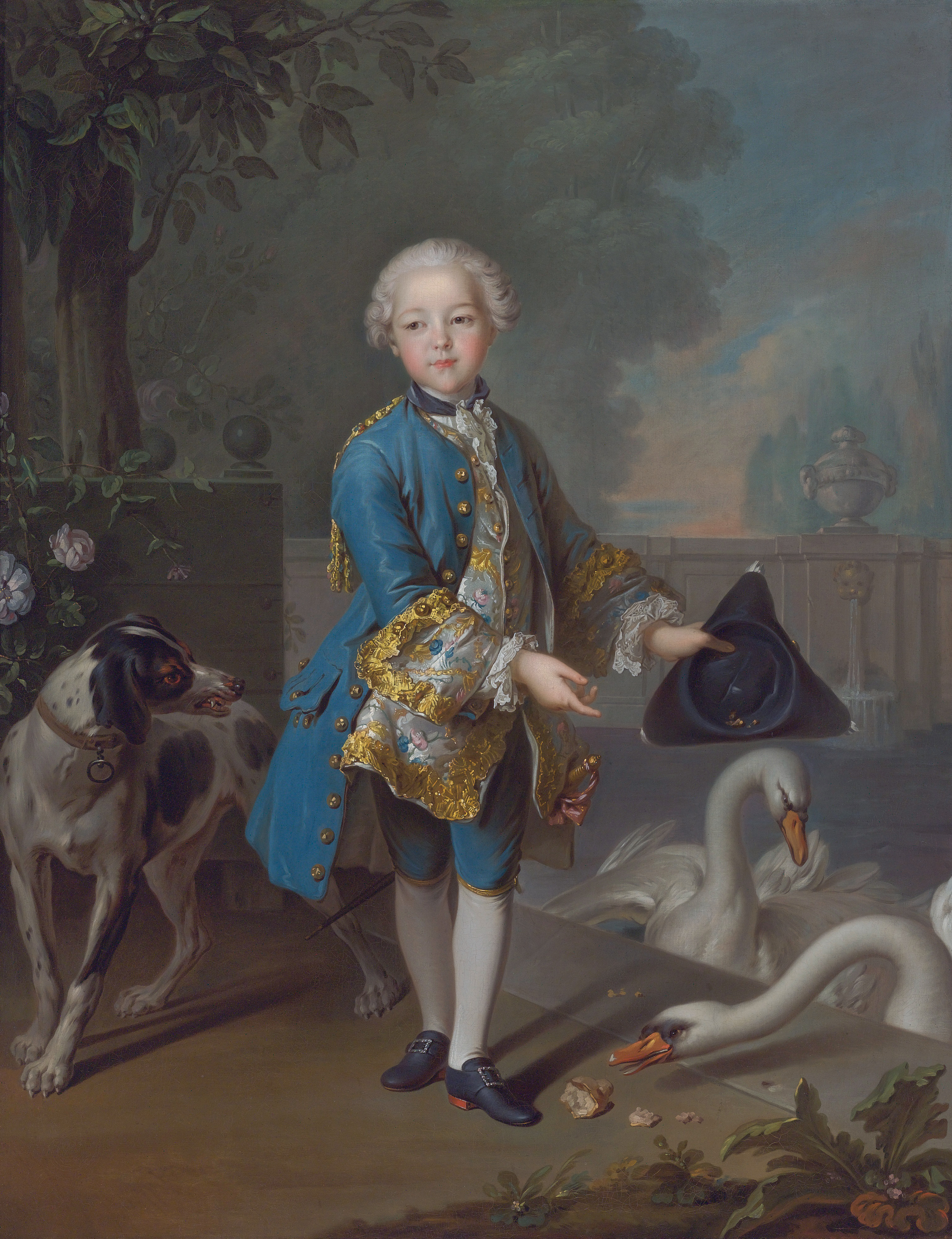
Ritratto del giovane Luigi Filippo d'Orleans dipinto da Louis Tocqué

Luigi Filippo era figlio di Luigi Filippo d'Orléans, duca di Chartres e di Luisa Enrichetta di Borbone.
Attraverso suo padre, Filippo era un membro della casata d'Orléans, un ramo cadetto della famiglia reale francese. Sua madre invece apparteneva alla dinastia dei Borbone-Conti, anch'essi imparentati con i Re di Francia. Nacque al castello di Saint-Cloud. Sua sorella maggiore, nata nel 1745, era morta quando aveva appena sei mesi. I suoi genitori ebbero un'altra figlia, Batilde. Entrambi i bambini, quando ancora erano molto piccoli, ricevettero un moderno trattamento di cura preventiva del vaiolo, che aveva già mietuto diverse vittime illustri: l'operazione di inoculazione del vaiolo per questo scopo venne condotta sui suoi figli dal medico svizzero Théodore Tronchin. Questa iniziativa, presa nel 1756, ebbe un forte assenso da parte di tutta la corte e contribuirà fortemente alla diffusione di questa forma di protezione.
Luigi Filippo ebbe dapprima il titolo di Duca di Montpensier sino alla morte del nonno nel 1752, per poi divenire Duca di Chartres. Durante i primi anni, fu educato privatamente da Étienne Lauréault de Foncemagne.

### Matrimonio

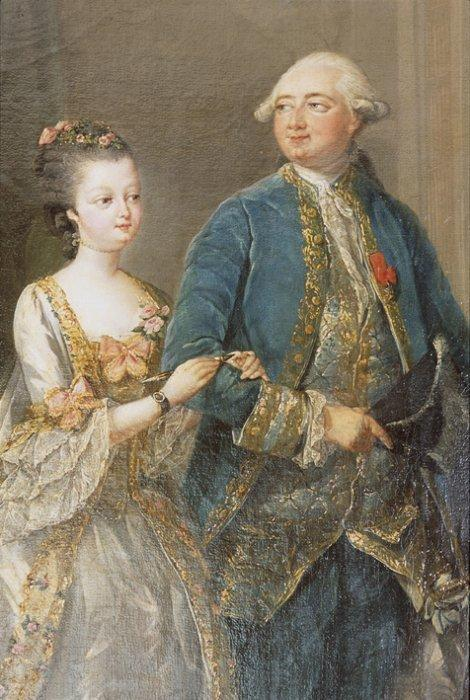
Luigi Filippo di Borbone-Orléans con la moglie

Il padre di Luigi Filippo era intenzionato a fornire a suo figlio l'opportunità di condurre un matrimonio d'interesse che potesse far riguadagnare grande prestigio anche a tutta la sua casata e per questo incominciò a progettare di proporgli in moglie la principessa Maria Cunegonda di Sassonia, figlia di Augusto III di Sassonia, re di Polonia, ma a questo progetto si oppose fermamente Luigi XV, poiché il giovane duca di Chartres non era un Fils de France e aveva un grado di nobiltà troppo inferiore per pretendere di sposare una principessa di sangue della casata reale di Sassonia.
Mentre questi argomenti erano ancora frutto di dibattiti a corte, morì il giovane principe di Lamballe, erede della fortuna dei figli illegittimi di Luigi XIV. Questi aveva una sorella di appena quindici anni. Nel 1769, dunque, Luigi Filippo sposò Luisa Maria Adelaide di Borbone, Mademoiselle de Penthièvre, figlia del duca di Penthievre, ammiraglio di Francia e uno degli uomini più ricchi del paese. Con la sicurezza di aver sposato una ricca ereditiera, Luigi Filippo fu in grado di giocare un ruolo importante a livello politico e sociale a corte, al pari di quello avuto a suo tempo dal suo bisnonno Filippo II di Borbone-Orléans, che fu reggente di Francia all'epoca della minore età di Luigi XV. Di questo fruttuoso matrimonio si occupò all'epoca l'abate de Breteuil, che mediò tra le due famiglie perché questa unione potesse svolgersi nella maniera migliore possibile e vantaggiosa per entrambe le casate. Il matrimonio ebbe luogo a Versailles il 5 aprile 1769 e la dote fu probabilmente una delle più grandi mai viste fino ad allora: il suo valore si aggirava attorno ai sei milioni di livre, di cui 3.865.000 livres vennero consegnate sul posto, mentre venne garantito un reddito annuo di 245.000 livre. Il duca d'Orléans, dal canto suo, dotò il figlio di una rendita annua di 400.000 livre.
Come Duca di Chartres, Luigi Filippo si oppose ai programmi di René Nicolas de Maupeou nel 1771, che sostenne con successo gli interessi regi in un confronto con il Parlamento di Parigi: venne esiliato nella sua residenza estiva di Villers-Côtterets (Aisne). Quando Luigi XVI salì al trono nel 1774, Luigi Filippo era ancora inviso alla corte perché sospettato di sentimenti anti-realisti; Maria Antonietta lo odiava perché in lui vedeva un traditore, un ipocrita e un egoista e lui, a sua volta, la disprezzava per le spese pazze a corte e per il carattere frivolo.

### Contrastata carriera militare

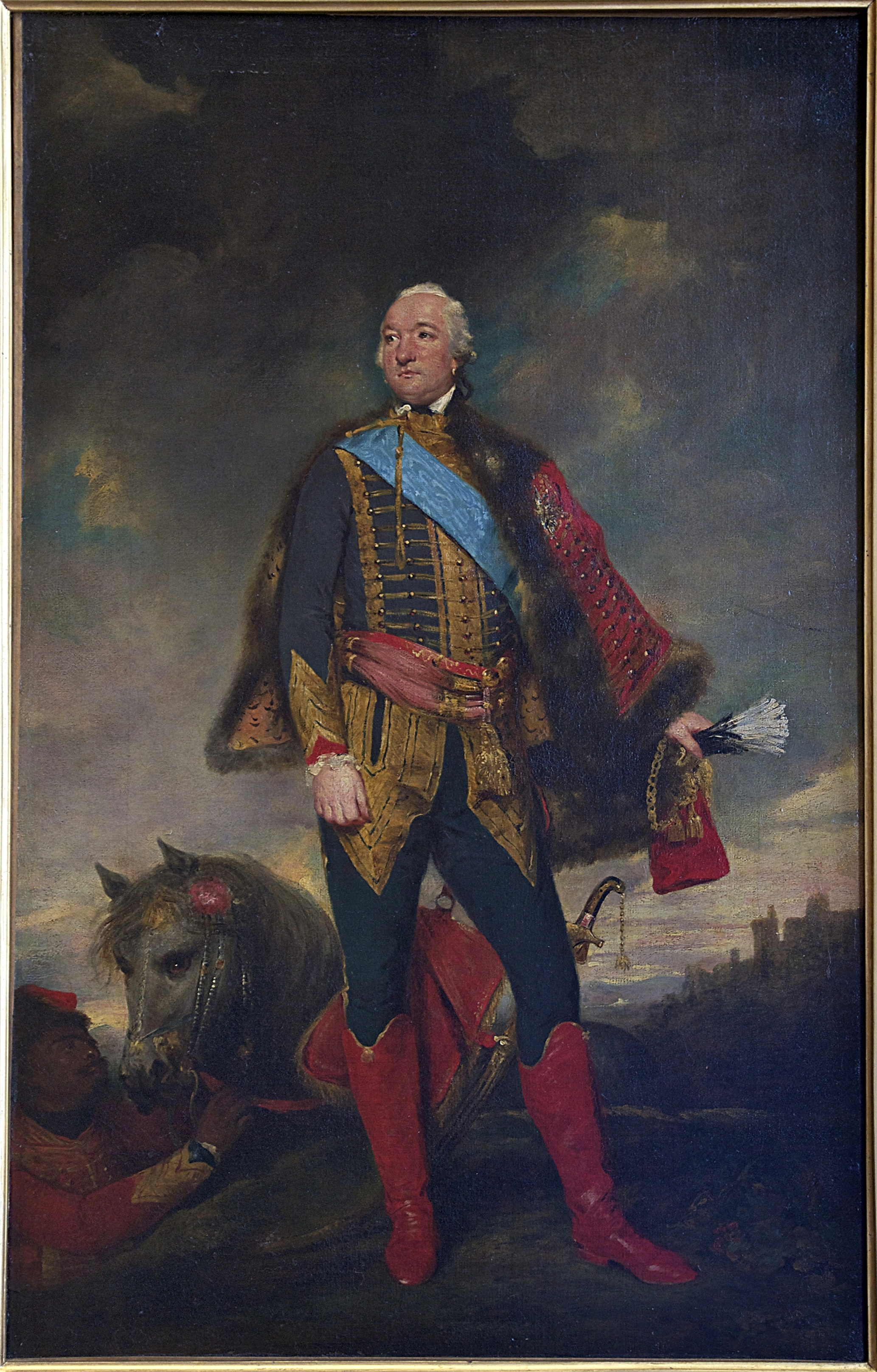
Ritratto di Luigi Filippo di Borbone-Orléans nelle vesti di colonnello degli ussari francesi, in un dipinto di Joshua Reynolds

Luigi Filippo, al momento del suo matrimonio, ottenne dal suocero la promessa che un giorno l'avrebbe nominato Ammiraglio di Francia, ma per questo era necessario che il giovane duca di Chartres intraprendesse perlomeno la carriera di ufficiale di marina. Nel 1772, pertanto, venne imbarcato sulla nave Alexander con il grado di aspirante guardiamarina. Dopo due campagne militari nel 1775 e nel 1776, venne promosso a tenente generale delle forze navali (contrammiraglio). Nel 1778, quando ripresero le ostilità con la Gran Bretagna, prestò servizio nello squadrone del conte Louis Guillouet d'Orvilliers e prese parte attivamente alla battaglia navale di Ouessant combattuta il 27 luglio di quello stesso anno. Per quanto ardore avesse dimostrato nelle operazioni lo stesso duca di Chartres, errori di comunicazione con la nave ammiraglia consentirono alle navi inglesi di liberarsi facilmente degli assalitori e di fuggire, consegnando ai francesi una vittoria di Pirro. Tornato a Parigi, seppur lodato da molti per il coraggio mostrato nelle operazioni, il capitano della nave ammiraglia dichiarò che non era possibile addossare al giovane duca la responsabilità della fuga delle navi inglesi in quanto egli aveva agito di proposito in questa maniera per salvare eventualmente la vita al giovane aristocratico. Il giovane duca rimase profondamente offeso da queste parole che, al posto di glorificarlo come eroe, lo facevano invece apparire come un raccomandato e per questo gridò a gran voce di un complotto ordito alle sue spalle dal ministro della marina dell'epoca, Antoine de Sartine.
D'Ouessant si intromise nella faccenda e si rivolse al re Luigi XVI per persuaderlo che, per quanto persona preziosa e valorosa, Luigi Filippo avrebbe meglio servito la patria nell'esercito di terra. Per questo motivo il duca fu esonerato dal prestare servizio nella marina militare e come compensazione fu nominato colonnello generale degli ussari francesi. Il sovrano era a ogni modo intenzionato a tenere lontano il duca di Chartres da possibili altri malintesi anche nell'esercito e per questo nel 1780 gli negò il permesso di unirsi al corpo di spedizione del generale Rochambeau, che stava partendo alla volta dell'America.

### Liberalismo

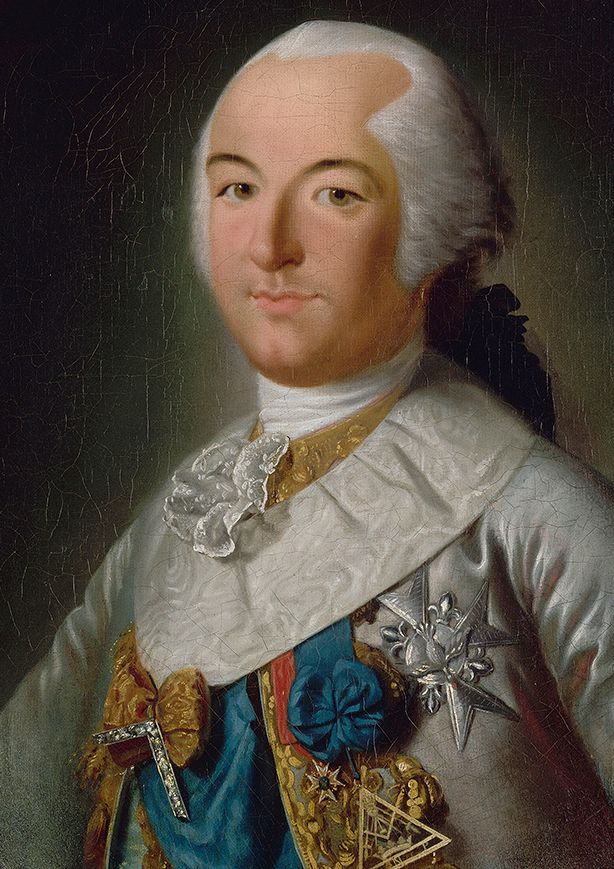
Luigi Filippo di Borbone-Orléans nelle vesti di Gran Maestro del Grand'Oriente di Francia

Luigi Filippo preferì a questo punto ritirarsi in una vita fatta di lusso: visitò spesso la Gran Bretagna e divenne amico intimo del principe di Galles (futuro Giorgio IV), divenendo un anglomane. Era molto popolare a Parigi, sia per le sue elargizioni ai poveri in tempo di carestia sia per l'aver aperto i giardini della sua residenza al Palais-Royal, il luogo più corrotto della città, al popolo e agli intellettuali che erano contro Luigi XVI e Maria Antonietta.
Dal 1771 Luigi Filippo venne nominato Gran Maestro della Gran Loggia di Francia, la loggia massonica fondata nel 1728. Nel 1773 la loggia venne rinominata come Grand'Oriente di Francia e Luigi Filippo venne riconfermato alla sua carica di gran maestro.
Prima dell'Assemblée des notables del 1787 divenne duca di Orléans e mostrò le sue idee liberali in un modo audace, facendo sorgere il sospetto che stesse per prepararsi a diventare il primo re costituzionale della Francia con l'intento di spodestare Luigi XVI. In novembre mostrò ancora il suo liberalismo nella Lit de justice, che Étienne de Brienne aveva chiesto al re di presiedere, e fu così di nuovo esiliato a Villers-Cotterêts.
L'avvicinarsi della convocazione degli Stati Generali rese i suoi amici molto attivi a suo favore e lui stesso favorì la circolazione del pamphlet con cui l'abate Sieyès esprimeva le sue richieste e fu scelto in tre circoscrizioni, dalla nobiltà di Parigi, di Villers-Cotterêts e di Crépy-en-Valois. Nel Primo Stato dirigeva la minoranza liberale sotto la guida di Adrien Duport e si mise a capo della minoranza di 47 nobili che abbandonò il proprio Stato (giugno del 1789) per entrare nel Terzo Stato.

#### Palais-Royal

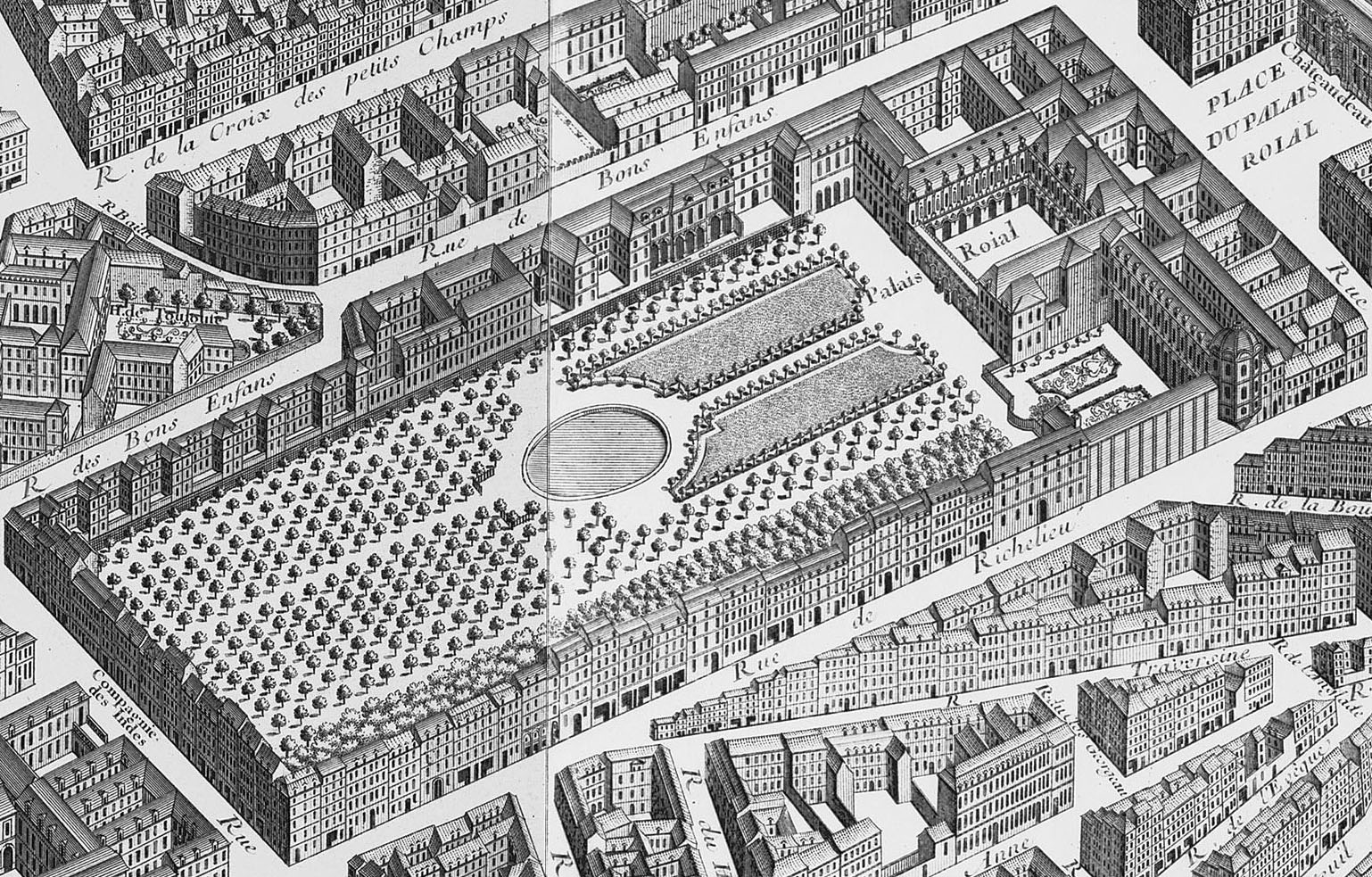
Il Palais-Royal e i suoi giardini nella mappa di Turgot del 1739. Il palazzo appariva ancora fronteggiato da una corte di ridotte dimensioni.

Dopo il suo secondo matrimonio morganatico con madame de Montesson il padre del duca d'Orléans aveva smesso di abitare al Palais-Royal e dal 1776 decise di donarlo personalmente a suo figlio Luigi Filippo II, abbandonando completamente la proprietà dal 1780. Da subito Luigi Filippo, nel giugno del 1781, s'impegnò per un attento restauro e rifacimento dell'intero palazzo, in particolare del teatro della sua corte che si trovava presso l'attuale rue de Valois, affidandone il progetto a Victor Louis (è questo il salone attuale della Comédie-Française) e ne approfittò per realizzare una vasta operazione immobiliare presso i giardini del palazzo: egli fece infatti edificare degli immobili di carattere uniforme assieme a delle gallerie dove potessero trovare spazio botteghe, negozi, caffè e ristoranti. Rinominò le vie attorno all'area con i titoli concessi ai suoi tre figli maschi: Valois, Montpensier e Beaujolais.
Questa operazione fu all'epoca vivacemente criticata, che privava i parigini di uno dei loro passeggi più comodi e preferiti, e anche a causa del lusso e della lascivia ostentati. Luigi XVI commentò così l'iniziativa del duca di Chartres: «Ebbene, mio cugino! Sembra che abbiate aperto un negozio? Non vi vedremo più che la domenica?». Autentica o semplicemente attribuita, questa frase incominciò a fare il giro di Parigi, ispirando decine di epigrammi e canzoni sull'argomento.

### Campagna politica e '"Orleanismo"
Il maggior impatto che il duca d'Orléans lasciò alla Rivoluzione francese fu probabilmente il modo con cui diffuse le proprie idee politiche. Uomo di grande ricchezza, impiegò i suoi soldi per diffondere le proprie idee liberali nella nazione. Pubblicò e fece circolare opuscoli che sostenevano sé stesso e le sue idee, mentre le persone del suo entourage, come un moderno staff politico, inventarono quella forma di pubblicità politica che oggi è data per ovvia. Si circondò di persone che lo aiutavano nella scrittura e nella diffusione degli opuscoli e di rappresentanti che facevano le sue veci nelle assemblee in ogni parte del paese. Era questo il fenomeno storico definito "orleanismo", ovvero una visione che ha inizio con Luigi Filippo II nel concepire la monarchia non più secondo i canoni dell'ancien-régime, ovvero assolutistica, ma come moderna e costituzionale.
Il duca assunse nel suo entourage delle persone, come il marchese Ducrest, la cui famiglia prese la direzione dei servizi di informazione politica del principe. Una volta che questi assunsero il controllo, il suo movimento perse alcune delle sue intenzioni originali: se inizialmente diffondeva le idee del liberalismo antiassolutista, in seguito cominciò a considerare le richieste politiche mosse come un modo per ottenere profitti personali e potere politico, cosa che suscitava scarso interesse nel duca, uomo già ricco. Il movimento, benché alterato rispetto all'inizio, ancora mantenne alcune idee originali dell'Orléans, che divennero però meri paraventi quando ogni controllo passò dalle sue mani a quelle dei suoi collaboratori.
L'impatto politico dell'Orléans ha per sempre cambiato il punto di vista della società sul governo e sulle elezioni. Oggi quasi tutti i politici in paesi a regime democratico impiegano tempo e fondi per svolgere una campagna politica come quella di Filippo d'Orléans: nell'odierno mondo politico, la maggior parte delle campagne richiedono una notevole copertura finanziaria, così come propaganda e pubblicità. Benché le sue attività politiche possano sembrare insignificanti al mondo di oggi, il duca d'Orléans ha avuto un'influenza molto grande sul modo odierno di intendere la politica.

### Rivoluzione francese

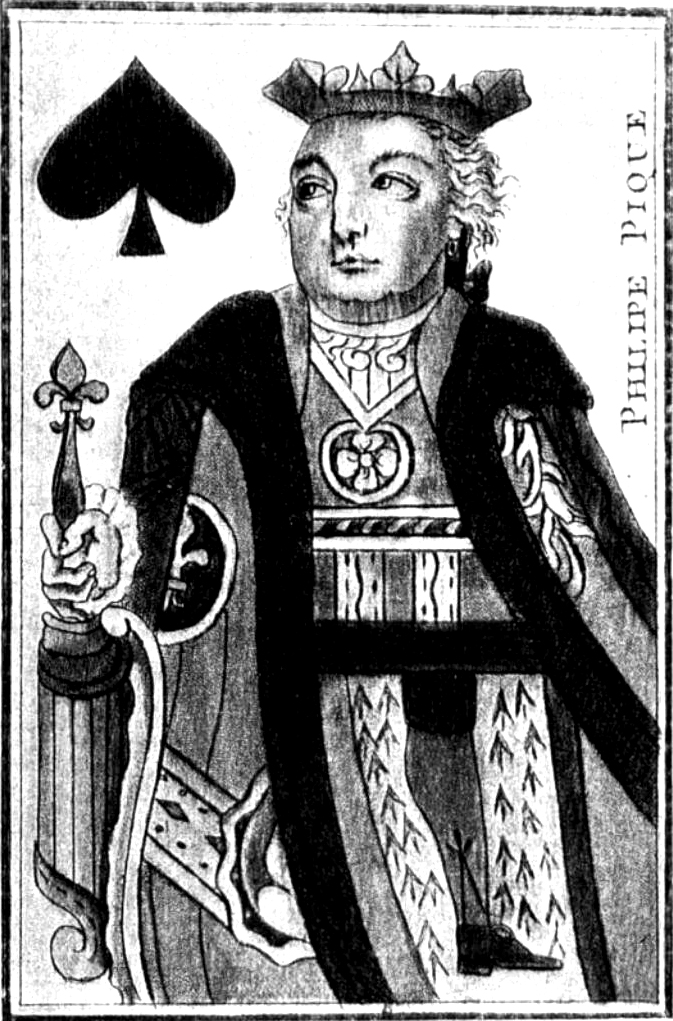
Caricatura di Philippe Egalité che ironizza sulla sua possibile candidatura a re di Francia, costruita sulle picche della Rivoluzione: non a caso è indicato come "re di picche"

La parte che ebbe durante l'estate del 1789 è uno dei punti più dibattuti nella storia della rivoluzione francese. La Corte lo accusò di essere alla base di ogni sollevazione popolare e vide "l'oro dell'Orléans" come la causa del tumulto di Reveillon e della presa della Bastiglia (mentre dall'altra parte, i giacobini lo accusarono, per tutto ciò che si oppose a loro, "l'oro di Pitt il giovane"). Il suo odio per Maria Antonietta, lo sfavore della corte e il suo liberalismo (accanto alla sua amicizia con Duport e Choderlos de Laclos), tutto sembra indicare verso una qualche sua partecipazione ai fatti.
La cortigiana scozzese Grace Elliott, una delle amanti di Luigi Filippo, testimonia che, ai tempi del tumulto del 12 luglio, egli era a pesca e che fu trattato molto rudemente dal sovrano il giorno dopo, quando andò a offrirgli i propri servigi e che sarebbe stato così disgustato dall'accusa di essere un pretendente alla corona, che avrebbe espresso il desiderio di andarsene negli Stati Uniti (cosa che non fece perché l'altra sua amante, la contessa di Buffon, non si era dichiarata disposta a seguirlo). Fu poi ingiustamente accusato di aver provocato la marcia delle donne su Versailles il 5 ottobre. Il marchese di la Fayette, apparentemente geloso della popolarità del duca, persuase il re a mandare l'Orléans in Gran Bretagna in missione diplomatica, così da tenerlo lontano dagli eventi di Parigi, e lì rimase dall'ottobre del 1789 fino al luglio del 1790.
Dopo essere tornato in Francia inizialmente volle mantenersi distante dalle questioni politiche, nonostante il suo entourage esercitasse forti pressioni per richiedere un cambiamento della dinastia al governo in suo favore. La popolarità del principe, a ogni modo, in questo preciso momento storico era nel suo punto più basso e i suoi sostenitori alla Costituente erano pochi. Il 7 luglio prese posto nell'Assemblea Nazionale Francese (che due giorni dopo sarebbe divenuta Assemblea nazionale costituente) e il 2 ottobre sia lui sia Honoré Mirabeau furono dichiarati dall'Assemblea stessa interamente esenti da complicità negli eventi di ottobre.
Membro del club dei Giacobini fin dalla sua fondazione, Luigi Filippo II fu uno dei membri fondatori del club dei Valois, che si opponeva strenuamente alla monarchia in carica. Dopo la fuga di Luigi XVI e il suo arresto a Varennes la questione dell'abdicazione del re e dell'organizzazione di una reggenza era ormai all'ordine del giorno e il nome maggiormente in lista era appunto quello del duca di Orléans. Con grande dispiacere di Laclos, che si era fatto promotore di questa soluzione, il duca dichiarò solennemente e per iscritto il 28 giugno che egli non avrebbe avuto alcuna intenzione di prendere la reggenza del trono di Francia in caso di abdicazione del sovrano.

### DaCitoyen Égalitéalla condanna a morte

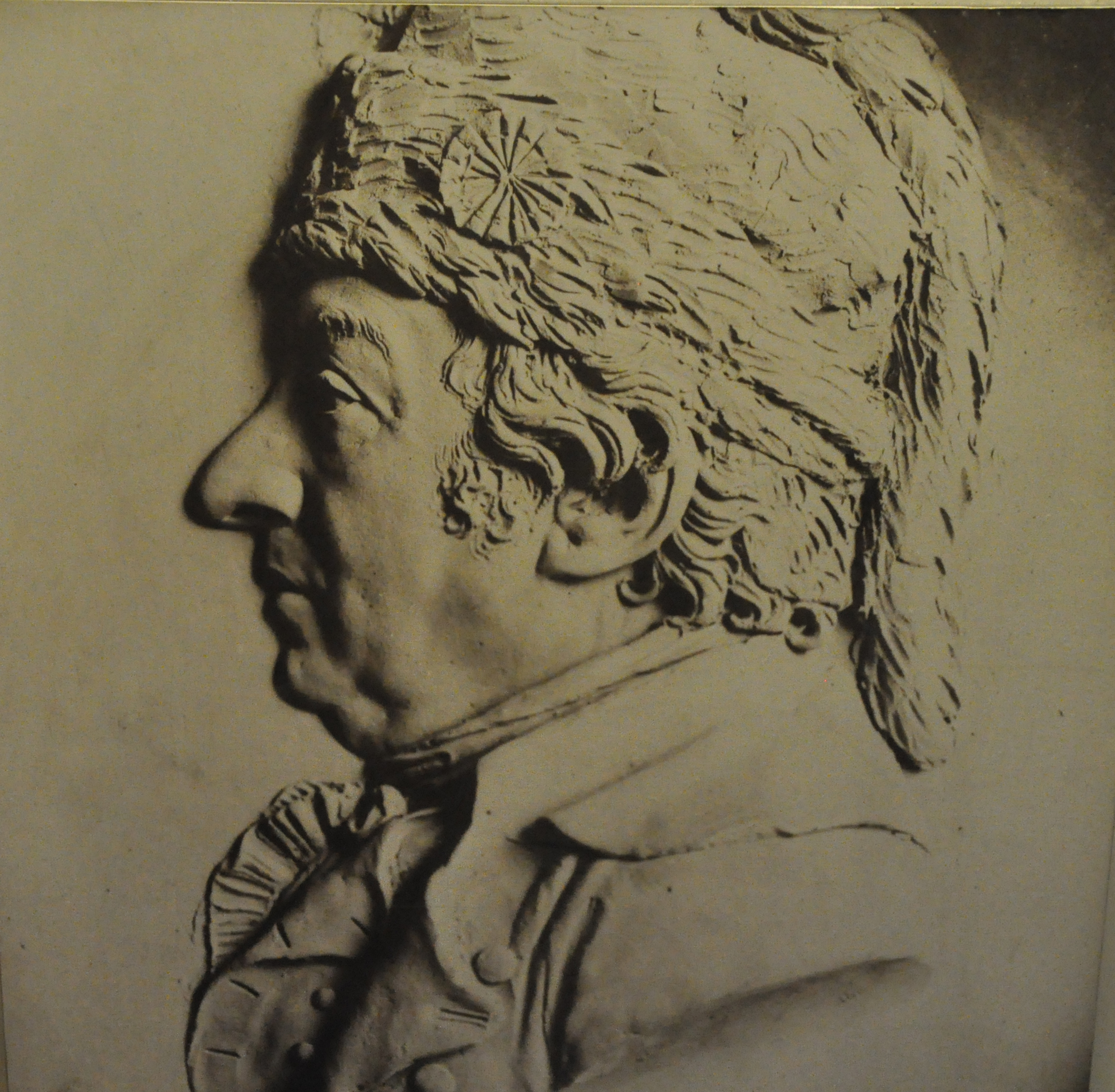
Ritratto del Citoyen Égalité eseguito da Joseph Chinard

Successivamente provò a tenersi distante dal mondo politico, ma rimaneva sospetto alla corte e soggetto alle pressioni dei suoi partigiani per sostituire Luigi XVI. La sua mancanza di aspirazioni politiche potrebbe essere dimostrata notando che non tentò di ottenere alcun rilevante posto politico dopo la fuga a Varennes (nel mese di giugno del 1791): tentò per l'ultima volta di riconciliarsi con la Corte nel mese di gennaio del 1792, ma fu sdegnosamente respinto e così egli stesso decise di non porgere più alcun aiuto al cugino e sovrano. Nell'estate del 1792 fu presente per un breve periodo con l'Armata del nord, insieme con i suoi due figli, il futuro re e il duca di Montpensier, ma tornò a Parigi prima dell'insurrezione del 10 agosto.
Durante la Repubblica rischiò la vita aiutando e salvando esuli - in particolare salvò la vita a Louis René Quentin de Richebourg de Champcenetz, governatore del Palazzo delle Tuileries, che era stato un suo nemico personale, su richiesta della signora Elliott. Nel 1792 accettò ufficialmente il nome di Citoyen Égalité ("Cittadino Eguaglianza"), suggeritogli da Pierre Louis Manuel, procuratore della città di Parigi e personaggio particolarmente vicino a Danton, dal momento che tutti i titoli principeschi erano stati aboliti dal governo rivoluzionario. A tal proposito, in una lettera scritta nel 1793 mentre si trovava imprigionato, confessò a Jean-Baptiste Lemaire:
Sempre nel medesimo anno fu scelto come ventesimo e ultimo delegato per Parigi alla Convenzione Nazionale, sedendo tra i cordiglieri, in cui l'unico contributo notevole che diede fu votando al processo contro Luigi XVI, esprimendosi favorevolmente alla condanna a morte del re. La situazione paradossale che si creò su questa sentenza era che i parlamentari si erano espressi con assoluta parità di verdetti sulla sorte di Luigi XVI e mancava unicamente il voto di Luigi Filippo II, il quale così giustificò la sua azione: "Che cosa ho mai fatto a mio cugino? E cosa lui continua a fare a me?». Il votare la morte del cugino disgustò profondamente Robespierre, il quale disse a tale proposito: "Egli era l'unico membro dell'Assemblea che avrebbe dovuto fermamente ricusare questa proposta".
L'essere ligio al governo repubblicano non gli allontanò dal capo sospetti, aumentati dall'amicizia del suo primogenito, il duca di Chartres, con Charles François Dumouriez. Quando le notizie della diserzione di Chartres e di Dumouriez giunsero a Parigi, tutti i Borbone ancora in Francia, compreso il cittadino Filippo Égalité, furono arrestati il 5 aprile. Rimase in prigione fino a ottobre, all'inizio del Regime del Terrore. 
Il suo ex protetto Bertrand Barère firmò il decreto che lo rinviava al Tribunale rivoluzionario presieduto da Antoine Quentin Fouquier-Tinville. Barère cercò anche di cancellare le tracce del denaro a lui donato tempo prima da Philippe Égalité sottraendo, con la complicità di Merlin de Douai e di Clarke, futuro duca di Feltre, dei documenti provenienti dal duca.
Rinchiuso alla Conciergerie, il 3 ottobre fu processato, condannato a morte e ghigliottinato nel giro di un giorno, mostrando a detta dei testimoni un notevole coraggio. Si confessò a un prete giurato, al quale chiese il perdono per aver votato la morte del cugino.

## Discendenza

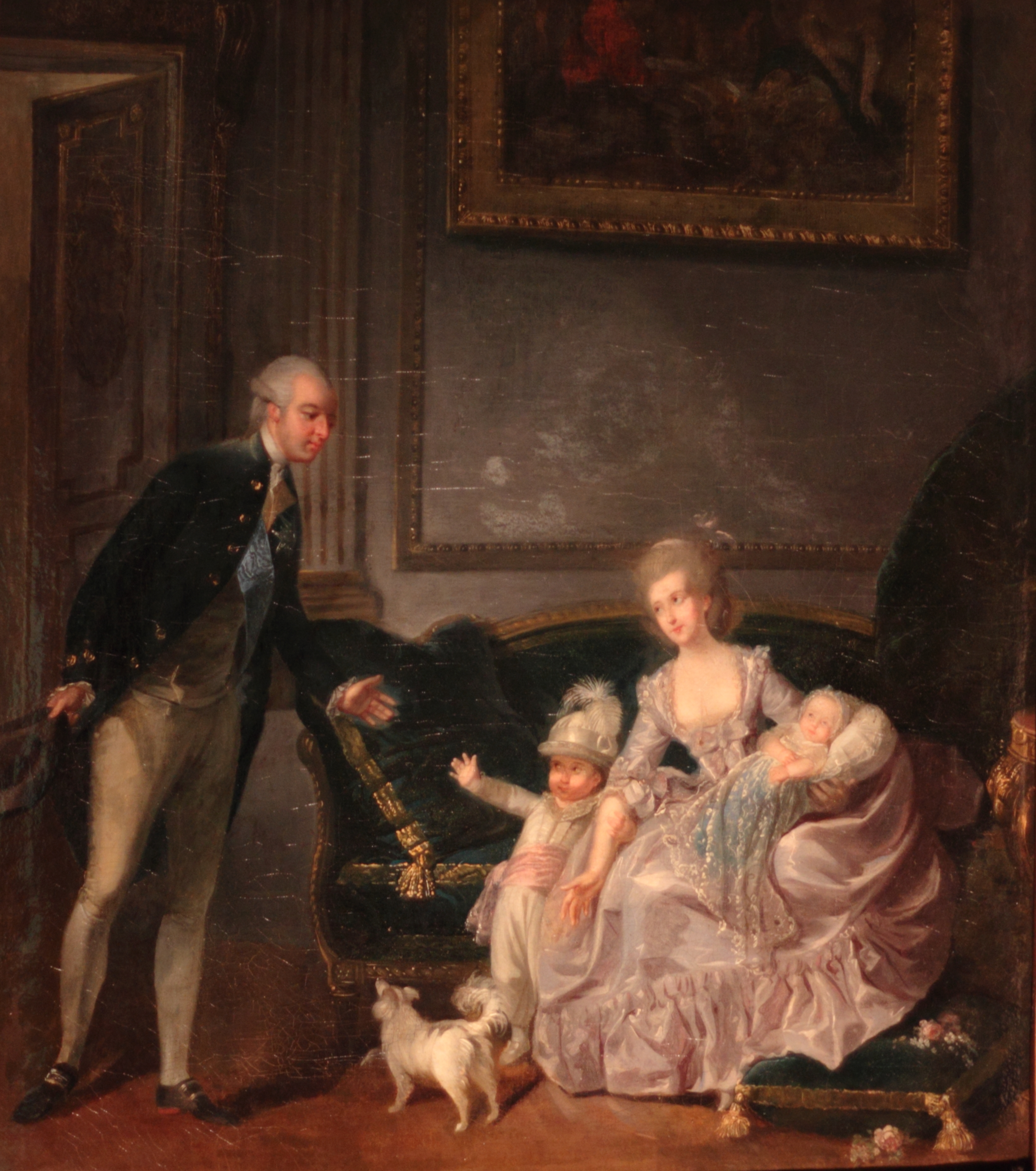
Il duca di Chartres e la sua famiglia, dipinto del 1776 di Charles Lepeintre

Luigi Filippo II e Luisa Maria Adelaide di Borbone ebbero in tutto sei figli, di cui quattro giunsero alla maggiore età:
1. Una bambina (nata e morta il 10 ottobre 1771)
2. Luigi Filippo (1773-1850), duca di Chartres, duca d'Orléans e infine re dei francesi dal 1830 al 1848;
3. Luigi Antonio Filippo (1775-1807), duca di Montpensier;
4. Francesca d'Orléans (1777-1782), gemella maggiore di Adelaide;
5. Luisa Marie Adelaide Eugenia (1777-1847), gemella minore di Francesca;
6. Luigi Carlo Alfonso, (1779-1808), conte di Beaujolais.

La coppia si separò ufficialmente nel 1790.
Il duca di Montpensier e il conte di Beaujolais morirono entrambi in giovane età, uno nel Regno Unito e l'altro a Malta, entrambi di tubercolosi contratta durante la loro permanenza in prigione nel corso della rivoluzione francese; il loro fratello, il futuro Luigi Filippo, era fuggito, lasciando la Francia insieme con Dumouriez, causando l'arresto di tutta la sua famiglia per rappresaglia.
L'istitutrice di questi figli fu anche l'amante segreta di Luigi Filippo, Félicité Genlis.
Il Duca di Orléans ebbe molte amanti e diversi figli naturali, di cui i più conosciuti furono:
- Lady Edward Fitzgerald (1777-1831), avuta da Felicite Genlis, con cui aveva intrapreso una relazione alla fine del 1760;
- Victor Leclerc de Buffon (1792-1812), noto anche come il "Cavaliere di St. Paul", avuto da Marguerite Françoise Bouvier de la Mothe Cepoy, contessa di Buffon, che aveva incontrato presso il Palais-Royal nei primi anni 1780.

## Ascendenza
|                                     |                                  |                                       | Genitori                               |  |  | Nonni |  |  | Bisnonni                                     |  |  | Trisnonni                           |  |
|                                     |                                  |                                       |                                        |  |  |       |  |  | Filippo, Duca d'Orléans, Reggente di Francia |  |  | Filippo di Francia, Duca di Orléans |  |
|                                     |                                  |                                       |                                        |  |  |       |  |  | Filippo, Duca d'Orléans, Reggente di Francia |  |  | Filippo di Francia, Duca di Orléans |  |
|                                     |                                  | Elisabetta Carlotta del Palatinato    |                                        |  |  |       |  |  | Filippo, Duca d'Orléans, Reggente di Francia |  |  |                                     |  |
| Luigi di Borbone-Orléans            |                                  |                                       |                                        |  |  |       |  |  | Filippo, Duca d'Orléans, Reggente di Francia |  |  |                                     |  |
|                                     |                                  | Francesca Maria di Borbone-Francia    | Luigi XIV di Francia                   |  |  |       |  |  |                                              |  |  |                                     |  |
|                                     |                                  | Francesca Maria di Borbone-Francia    | Luigi XIV di Francia                   |  |  |       |  |  |                                              |  |  |                                     |  |
|                                     |                                  | Francesca Maria di Borbone-Francia    | Madame de Montespan                    |  |  |       |  |  |                                              |  |  |                                     |  |
| Luigi Filippo I di Borbone-Orléans  |                                  | Francesca Maria di Borbone-Francia    |                                        |  |  |       |  |  |                                              |  |  |                                     |  |
|                                     |                                  | Luigi Guglielmo di Baden-Baden        | Ferdinando Massimiliano di Baden-Baden |  |  |       |  |  |                                              |  |  |                                     |  |
|                                     |                                  | Luigi Guglielmo di Baden-Baden        | Ferdinando Massimiliano di Baden-Baden |  |  |       |  |  |                                              |  |  |                                     |  |
|                                     |                                  | Luigi Guglielmo di Baden-Baden        | Luisa Cristina di Savoia               |  |  |       |  |  |                                              |  |  |                                     |  |
| Augusta di Baden-Baden              |                                  | Luigi Guglielmo di Baden-Baden        |                                        |  |  |       |  |  |                                              |  |  |                                     |  |
|                                     |                                  | Sibilla Augusta di Sassonia-Lauenburg | Giulio Francesco di Sassonia-Lauenburg |  |  |       |  |  |                                              |  |  |                                     |  |
|                                     |                                  | Sibilla Augusta di Sassonia-Lauenburg | Giulio Francesco di Sassonia-Lauenburg |  |  |       |  |  |                                              |  |  |                                     |  |
|                                     |                                  | Sibilla Augusta di Sassonia-Lauenburg | Edvige del Palatinato-Sulzbach         |  |  |       |  |  |                                              |  |  |                                     |  |
| Luigi Filippo II di Borbone-Orléans |                                  | Sibilla Augusta di Sassonia-Lauenburg |                                        |  |  |       |  |  |                                              |  |  |                                     |  |
|                                     | Francesco Luigi di Borbone-Conti | Armando di Borbone-Conti              |                                        |  |  |       |  |  |                                              |  |  |                                     |  |
|                                     | Francesco Luigi di Borbone-Conti | Armando di Borbone-Conti              |                                        |  |  |       |  |  |                                              |  |  |                                     |  |
|                                     | Francesco Luigi di Borbone-Conti | Anna Maria Martinozzi                 |                                        |  |  |       |  |  |                                              |  |  |                                     |  |
| Luigi Armando II di Borbone-Conti   | Francesco Luigi di Borbone-Conti |                                       |                                        |  |  |       |  |  |                                              |  |  |                                     |  |
|                                     |                                  | Maria Teresa di Borbone               | Enrico III Giulio di Borbone-Condé     |  |  |       |  |  |                                              |  |  |                                     |  |
|                                     |                                  | Maria Teresa di Borbone               | Enrico III Giulio di Borbone-Condé     |  |  |       |  |  |                                              |  |  |                                     |  |
|                                     |                                  | Maria Teresa di Borbone               | Anna del Palatinato                    |  |  |       |  |  |                                              |  |  |                                     |  |
| Luisa Enrichetta di Borbone         |                                  | Maria Teresa di Borbone               |                                        |  |  |       |  |  |                                              |  |  |                                     |  |
|                                     |                                  | Luigi III di Borbone-Condé            | Enrico III Giulio di Borbone-Condé     |  |  |       |  |  |                                              |  |  |                                     |  |
|                                     |                                  | Luigi III di Borbone-Condé            | Enrico III Giulio di Borbone-Condé     |  |  |       |  |  |                                              |  |  |                                     |  |
|                                     |                                  | Luigi III di Borbone-Condé            | Anna del Palatinato                    |  |  |       |  |  |                                              |  |  |                                     |  |
| Luisa Elisabetta di Borbone         |                                  | Luigi III di Borbone-Condé            |                                        |  |  |       |  |  |                                              |  |  |                                     |  |
|                                     |                                  | Luisa Francesca di Borbone-Francia    | Luigi XIV di Francia                   |  |  |       |  |  |                                              |  |  |                                     |  |
|                                     |                                  | Luisa Francesca di Borbone-Francia    | Luigi XIV di Francia                   |  |  |       |  |  |                                              |  |  |                                     |  |
|                                     |                                  | Luisa Francesca di Borbone-Francia    | Madame de Montespan                    |  |  |       |  |  |                                              |  |  |                                     |  |
|                                     |                                  | Luisa Francesca di Borbone-Francia    |                                        |  |  |       |  |  |                                              |  |  |                                     |  |